# Il mio nome è Khan
Il mio nome è Khan (My Name Is Khan) è un film del 2010 diretto da Karan Johar.
La pellicola è uscita negli Stati Uniti d'America nel febbraio 2010, e presentata in Italia, fuori concorso, al Festival internazionale del film di Roma 2010.

## Trama
Rizwan Khan è un uomo musulmano, cresciuto con la madre nella periferia di Mumbai (India), a cui hanno diagnosticato la sindrome di Asperger; divenuto maggiorenne raggiunge il fratello a San Francisco (Stati Uniti) dove incontra Mandira, una ragazza madre di religione indù, di cui si innamora e con cui si sposa. La loro vita è tragicamente stravolta dopo l'11 settembre 2001, a causa della morte violenta del loro figlio, vittima di pregiudizi razziali e del clima di odio instauratosi con l'attentato alle torri, dai suoi stessi compagni di scuola.
Mandira, disperata, accusa Rizwan Khan di essere il responsabile della sua morte e lo scaccia via, e alla domanda di lui di cosa debba fare per farsi perdonare, ella nel mezzo della disperazione gli risponde che dovrà andare dal presidente e dire davanti a tutta la nazione "Il mio nome è Khan, e non sono un terrorista".
Khan però, dal profondo della sua ingenuità e determinazione, prende la cosa molto sul serio, e inizia un lungo viaggio attraverso gli Stati Uniti per raggiungere Washington e parlare con il presidente. Lungo il suo viaggio compie opere di bontà e altruismo soprattutto aiuta gli sfollati di una piccola cittadina in Georgia dopo un uragano. Contribuisce anche all'arresto di un vero terrorista, il Dr. Faisal Rahman, ma, beffa nelle beffe, quando cerca di parlare al presidente viene erroneamente scambiato per terrorista, arrestato e torturato.
In prigione Khan sperimenta i sistemi di detenzione e interrogatorio riservati ai sospetti terroristi, ma grazie agli sforzi di due laureandi la sua storia finisce in televisione suscitando un misto di ammirazione e indignazione che contribuiscono a scoprire la sua vera storia e a farlo rilasciare. Tuttavia, proprio per aver fatto arrestare il Dr. Rahman, Khan viene accoltellato da uno dei suoi seguaci e finendo in coma.
Alla fine la pazienza e la perseveranza di Khan vengono premiate quando, dopo essere guarito ed essersi riappacificato con Mandira, incontra in Georgia il presidente, al quale trasmette il suo messaggio, e a dire a tutta la città che lui non è un terrorista per tornare da Mandira dopo che lo aveva cacciato di casa dopo la morte di suo figlio.

## Lancio
Il cast è elencato di seguito:
- Kajol nel ruolo di Mandira Khan
- Shah Rukh Khan nel ruolo di Rizwan Khan
- Tanay Chheda nel ruolo del giovane Rizwan
- Dominic Renda nel ruolo di Mark Garrick
- Jennifer Echols nel ruolo di Mama Jenny
- Kenton Duty nel ruolo di Reese Garick
- Katie A. Keane nel ruolo di Sarah
- Benny Nieves nel ruolo del detective Garcia
- Christopher B. Duncan nel ruolo di Barack Obama
- Yuvaan Makar nel ruolo di Sameer
- Sheetal Menon come Radha